# Tsai Chia-hsin
Tsai Chia-hsin (chinesisch 蔡佳欣, Pinyin Cài Jiāxīn, W.-G. Ts'ai Chia-hsin; * 25. Juli 1982) ist ein taiwanischer Badmintonspieler.

## Karriere
Tsai Chia-hsin nahm 2004 im Mixed an Olympia teil. Er verlor dabei mit Cheng Wen-hsing an seiner Seite in Runde 2 und wurde somit 9. in der Endabrechnung. Bei den Weltmeisterschaften der Studenten des gleichen Jahres gewannen beide Silber. 2007 erkämpfte er sich Bronze bei der Asienmeisterschaft im Herrendoppel mit Hu Chung-shien.

## Sportliche Erfolge
| Saison | Veranstaltung                   | Disziplin    | Platz | Name                             |
| ------ | ------------------------------- | ------------ | ----- | -------------------------------- |
| 2002   | Japan Open                      | Mixed        | 5     | Tsai Chia-hsin / Cheng Wen-hsing |
| 2004   | Olympia                         | Mixed        | 9     | Tsai Chia-hsin / Cheng Wen-hsing |
| 2004   | Weltmeisterschaft der Studenten | Mixed        | 2     | Tsai Chia-hsin / Cheng Wen-hsing |
| 2005   | Chinese Taipei Open             | Mixed        | 3     | Tsai Chia-hsin / Chien Yu-chin   |
| 2007   | Asienmeisterschaft              | Herrendoppel | 3     | Tsai Chia-hsin / Hu Chung-shien  |